# Mansacue
Mansacue (apócope de la expresión "Mansa cueva", algo así como ¡qué buena suerte! en español chileno) es una película chilena, original de Marco Enríquez-Ominami y Cristián Warner, basada en la serie de televisión chilena La vida es una lotería. Se estrenó en cines el 24 de abril de 2008.

## Sinopsis
En la primera historia, una pareja de clase alta pierde un boleto premiado del Kino y deben rastrearlo hasta la billetera de un borrachín de población marginal. En la segunda, un geólogo y su novia deben mantener en secreto su fortuna para evitar la ira de los habitantes de un pueblo donde todo se comparte.

## Personajes
- Sigrid Alegría - María Ignacia
- Luis Dubó - Brito / Juanito
- Claudia Pérez - La Chica
- Fernando Gómez-Rovira - Erik
- Carolina Oliva - Paola
- Mauricio Pesutic - Sergio
- Cristián Riquelme - Mario
- Dayana Amigo - Teresa
- Patricio Strahovsky - Militar
- Julio González Littin - Pule
- Anita Reeves
- Chicho Azúa
- Teresa Hales
- Daniel Vilches
- Beatriz Alegret
- Miguelo
- Peter Rock
- Karen Doggenweiler
- Carla Elgueta